# بله‌کبود
بله‌کبود، روستایی از توابع بخش مرکزی شهرستان کرمانشاه در استان کرمانشاه ایران است

## جمعیت
این روستا در دهستان میان‌دربند قرار دارد و براساس سرشماری مرکز آمار ایران در سال ۱۳۸۵، جمعیت آن ۶۴ نفر (۱۹خانوار) بوده‌است.